# 구아르디아그렐레
구아르디아그렐레(이탈리아어: Guardiagrele)는 이탈리아 아브루초주 키에티현에 있는 코무네이다. 마이엘라 산의 작은 언덕 위에 위치한다.
이곳의 멋진 풍경은 유명하며 시인 가브리엘레 단눈치오는 구아르디아그렐레에게 "아브루초의 테라스"(la terrazza d'Abruzzo)라는 별명을 붙여줬다.

## 출신 유명 인물
- 모르간 데 산크티스 (축구 선수)